# Lotnicza Akademia Wojskowa
Lotnicza Akademia Wojskowa (LAW; Szkoła Orląt) – polska uczelnia wojskowa z siedzibą w Dęblinie, wchodząca w skład Sił Powietrznych i kształcąca żołnierzy zawodowych oraz kandydatów na żołnierzy zawodowych dla potrzeb polskich Sił Zbrojnych oraz personel lotniczy dla służb cywilnych.

## Historia

### Początki

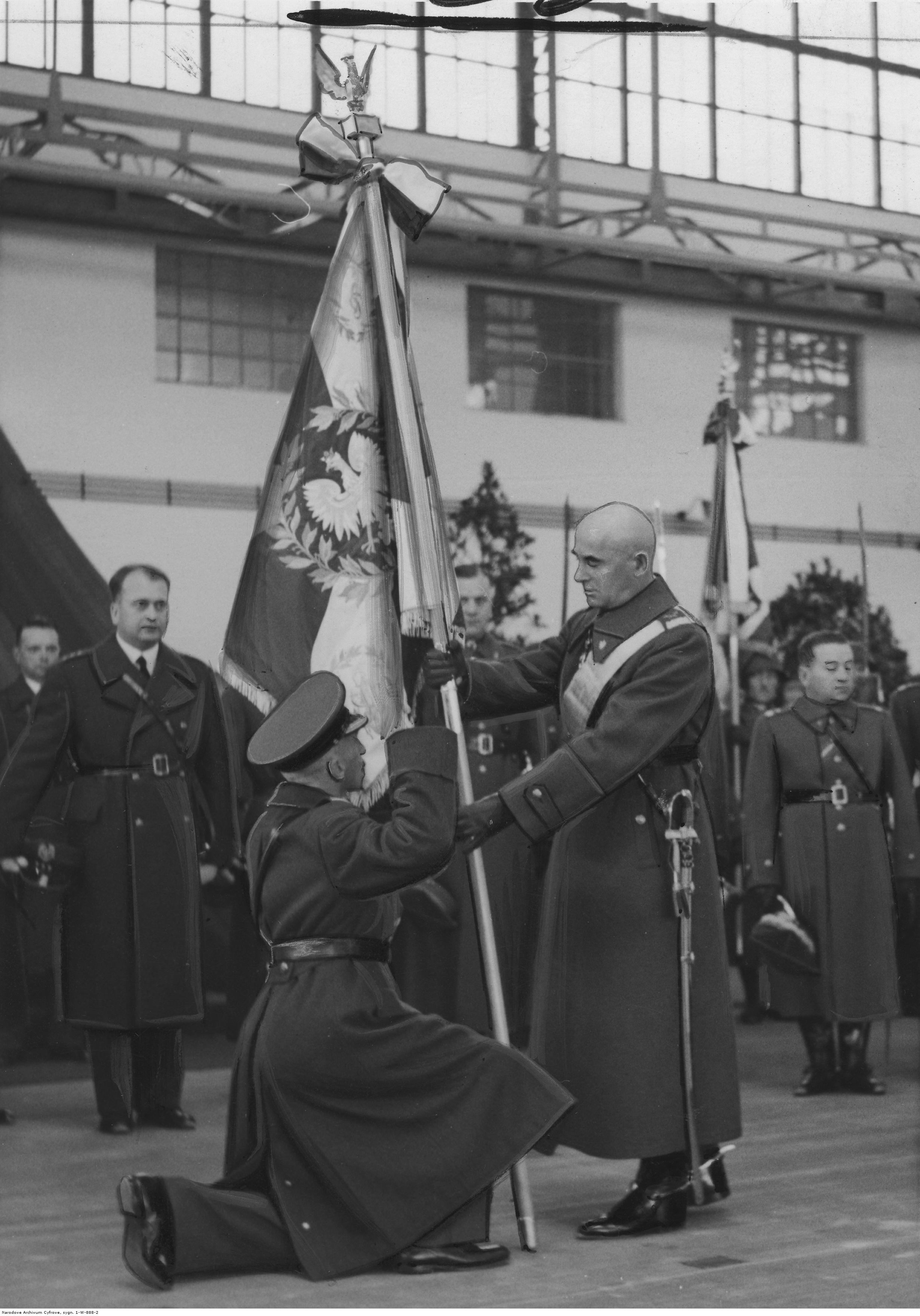
Wręczenie sztandaru szkole lotniczej w Dęblinie, październik 1937 r.

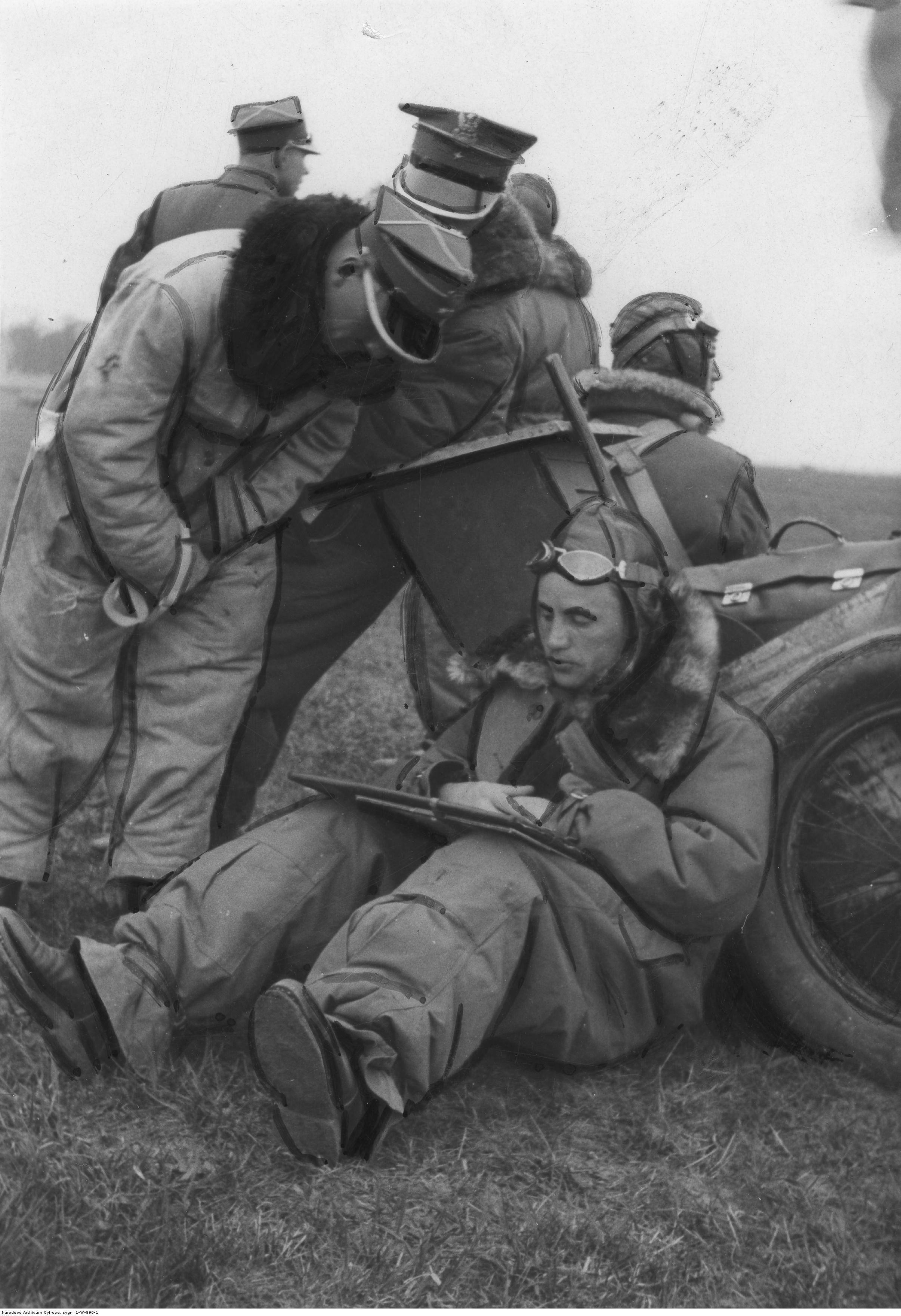
Podchorążowie SPL przed lotem, maj 1937 r.

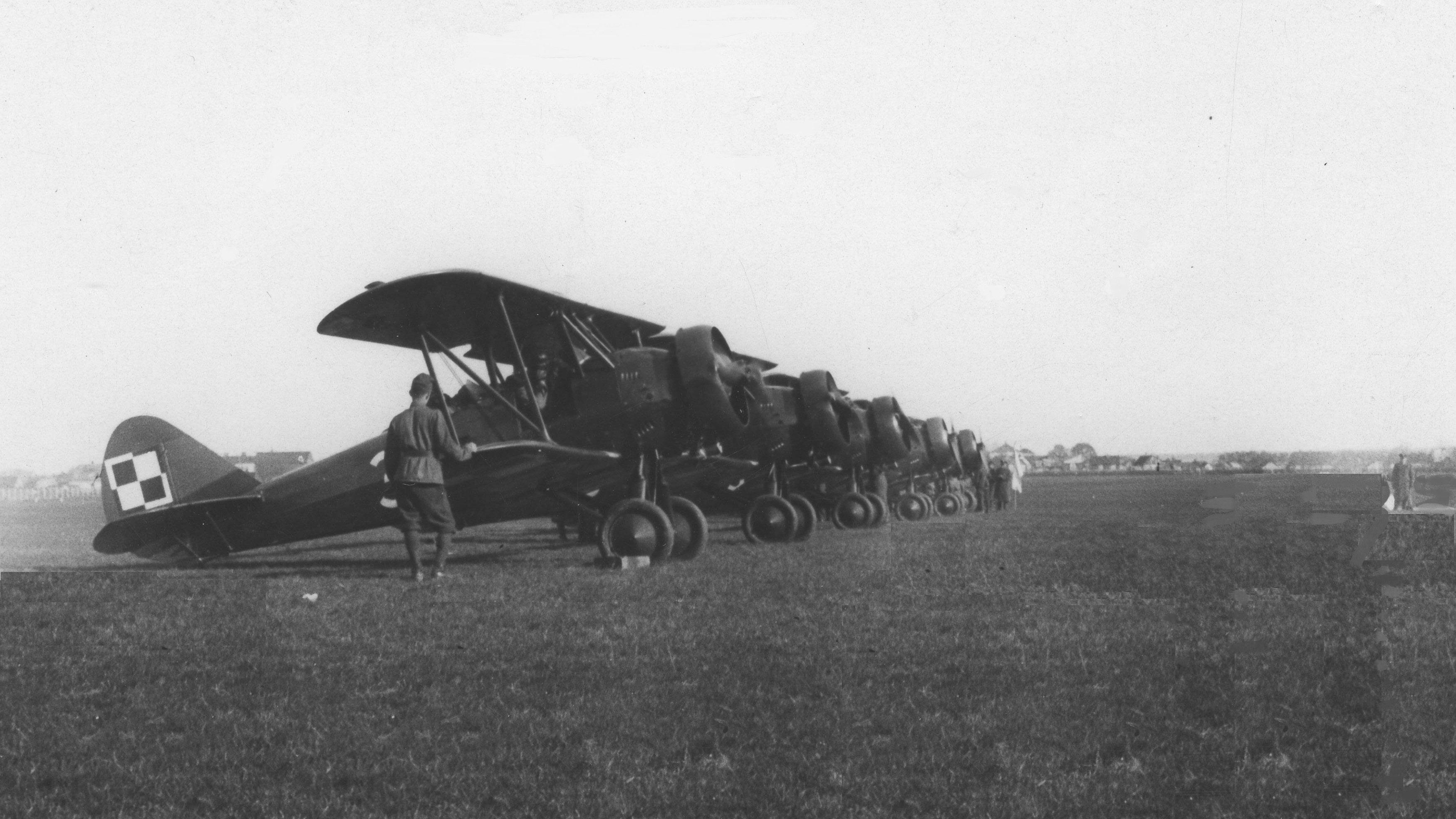
Samoloty PWS-26 w CWL

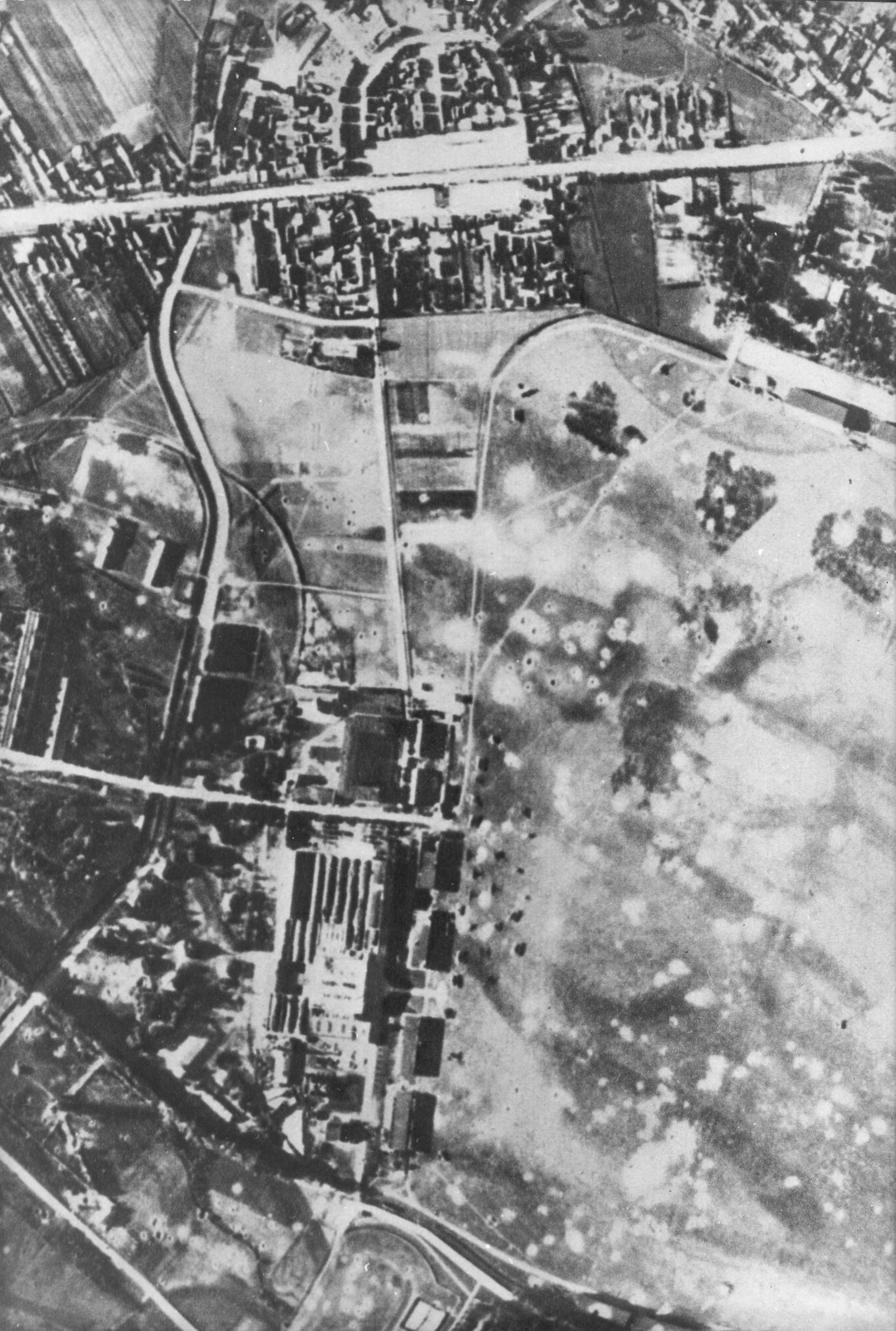
Zbombardowane lotnisko w Dęblinie, wrzesień 1939 r.

Wojskowe kształcenie lotnicze w Polsce datuje się od 1925, kiedy to 1 listopada w Grudziądzu utworzono Oficerską Szkołę Lotnictwa. Szkoła miała dwuletni system szkolenia. Podchorążowie szkolili się w dwóch eskadrach: pilotów i obserwatorów. Przechodzili szkolenie teoretyczne i praktyczne ćwiczenie pilotażu w Szkole, a następnie praktykę w jednostkach lotniczych. Dwa lata później, 14 kwietnia 1927, została ona przeniesiona do Dęblina i od tej chwili stał się on lotniczą stolicą Polski. Prymusem promocji został starszy sierżant podchorąży obserwator Walenty Azarewicz.
Pierwszym komendantem OSL, pełniącym obowiązki zarówno w Grudziądzu, jak i w Dęblinie, był ppłk pil. Roman Florer. Pierwsza promocja oficerska w Dęblinie odbyła się 15 sierpnia 1928 i objęła podchorążych, którzy rozpoczęli szkolenie teoretyczne jeszcze w Grudziądzu. Prymusem pierwszej promocji został podporucznik obserwator Bronisław Bogucki. Od samego początku istnienia szkoły starano się dostosować jej strukturę, organizację i programy szkolenia do wymogów nowoczesnego procesu kształcenia, szkolenia i wychowania wojskowego.
Głównym zadaniem uczelni było szkolenie pilotów i obserwatorów w technice pilotażu i zastosowaniu bojowym, umożliwiającym dalszą ich specjalizację podczas służby w pułkach lotniczych. Niestety, decyzją Departamentu Aeronautyki Ministerstwa Spraw Wojskowych w latach 1926–1933 zaniechano szkolenia pilotów, kontynuowano jedynie szkolenie obserwatorów.
W tym czasie roczne, unitarne szkolenie przygotowawcze kandydatów do szkół oficerskich prowadzone było w Szkole Podchorążych w Warszawie, którą w 1926 przeniesiono do Ostrowi Mazowieckiej. Okres kształcenia w OSL trwał dwa lata. W 1928 wszystkie szkoły oficerskie zostały przemianowane na szkoły podchorążych danej broni. OSL nazwano Szkołą Podchorążych Lotnictwa, a dotychczasową Szkołę Podchorążych, która przygotowywała kandydatów do specjalistycznych szkół oficerskich, przemianowano na kurs unitarny przy Szkole Podchorążych Piechoty w Ostrowi Mazowieckiej. Absolwenci tego kursu, po rocznym szkoleniu ogólnowojskowym przygotowującym do szczebla dowódcy drużyny, uzyskiwali tytuł podchorążego i prawo przystąpienia do egzaminów wstępnych do specjalistycznych szkół podchorążych, kształcących kandydatów na oficerów.
W wyniku kolejnych zmian w Dęblinie w 1929 powstało Centrum Wyszkolenia Oficerów Lotnictwa, w skład którego wchodziły: Szkoła Podchorążych Lotnictwa (SPL), Szkoła Podchorążych Rezerwy Lotnictwa (SPRL), Kurs Pilotażu dla Oficerów Młodszych, dywizjon ćwiczebny, Baza Lotnicza CWOL, Eskadra treningowa.
W 1935 wznowiony został, przerwany na dwa lata, nabór kandydatów do SPL w Dęblinie. Okres szkolenia przedłużono do 3 lat, co pozwoliło na gruntowniejsze przygotowanie teoretyczne i praktyczne podchorążych, a przede wszystkim na wyszkolenie bojowe. Ponadto wprowadzono równoległe kształcenie podchorążych na pilotów (2/3 stanu podchorążych) i obserwatorów (1/3 stanu). Umożliwiło to wyeliminowanie dotychczasowych dysproporcji w strukturze personelu latającego i przypadkowości w doborze kandydatów. Pierwsza promocja wszechstronnie wykształconych absolwentów trzyletniego kursu SPL odbyła się 15 października 1937 roku.
15 października 1937 roku, z okazji 10-lecia istnienia, Szkoła otrzymała sztandar. W 1937 nastąpił wyraźny rozwój dęblińskiej uczelni. Zmieniono nazwę na Centrum Wyszkolenia Lotnictwa nr 1, w skład którego weszła dodatkowo Wyższa Szkoła Pilotażu. W tym okresie zarysował się jednolity system edukacji lotniczej, obejmujący popularyzatorsko-szkoleniową działalność aeroklubów, pracę wojskowych szkół lotniczych i profesjonalne doskonalenie ich absolwentów w pułkach lotniczych. System ten udoskonalił się w połowie lat trzydziestych. Eliminował on uprzednią przypadkowość w doborze kadr lotniczych, zapewniał naturalną selekcję personelu latającego, a przede wszystkim stworzył warunki do ukształtowania się zwartego korpusu kadry lotniczej. Bardzo duże znaczenie dla tego procesu miało powiązanie lotniczego szkolnictwa wojskowego z szeroką bazą cywilnych organizacji lotniczych (głównie z aeroklubami i Ligą Obrony Powietrznej i Przeciwgazowej). Szkolnictwo lotnicze zaczęło wypracowywać własne metody nauczania i wychowania oraz dorabiać się wysoko kwalifikowanej kadry dydaktycznej i instruktorskiej, co szczególnie zaowocowało w okresie rozbudowy wojskowego szkolnictwa lotniczego po 1935 roku.
Istotne dla doskonalenia systemu szkolenia lotniczego było przejęcie w 1933 od aeroklubów szkolenia kandydatów do lotnictwa w ramach Przysposobienia Wojskowo-Lotniczego (PWL), a później Lotniczego Przysposobienia Wojskowego (LPW). W tym też czasie wprowadzono szkolenie szybowcowe dla kandydatów w Wojskowym Obozie Szybowcowym w Ustjanowej. Program oraz proces kształcenia i szkolenia, najpierw OSL, a później SPL, odpowiadały stawianym wówczas przed lotnictwem zadaniom i wynikającym stąd wymaganiom wobec personelu latającego. Model programowy uczelni tworzony był stopniowo.
Początkowo wykorzystywano dotychczasowe doświadczenia szkolnictwa lotniczego. Jednak programy te nie przystawały w pełni do zadań, jakie wypełniać miała nowo powstała szkoła. Musiała się zmienić również metodyka nauczania teoretycznego i praktycznego. System kształcenia lotniczego w SPL składał się ze szkolenia teoretycznego na przemian z praktycznym w powietrzu. Podstawowymi metodami nauczania w szkole dęblińskiej były wykłady, pokazy i ćwiczenia. Dużo czasu poświęcano również samokształceniu pod kierunkiem wykładowców i dowódców plutonów szkolnych. W 1929 program kształcenia teoretycznego SPL przewidywał: pierwszy rok nauki: 1155 godzin (618 godzin wykładów i 537 godzin ćwiczeń); drugi rok: 1045 godzin (524 godziny wykładów i 521 godzin ćwiczeń). Po przedłużeniu w 1935 nauki w SPL do trzech lat program został wzbogacony. Na pierwszym roku dominowało kształcenie teoretyczne, łączne dla obu kierunków, na drugim i trzecim prowadzono kształcenie w specjalnościach pilot i obserwator.
Kandydaci do SPL w Dęblinie w okresie międzywojennym wywodzili się głównie z warstw średniozamożnych: urzędniczych, wojskowych, inteligenckich i rzemieślniczych. Przedstawiciele tak zwanych sfer wyższych oraz chłopi i robotnicy stanowili w SPL nieznaczny odsetek. Głównie można ich było znaleźć w SPRL i korpusie oficerów rezerwy lotnictwa. Wymagania stawiane kandydatom do szkoły były wysokie. Musieli legitymować się wykształceniem średnim z maturą, ukończeniem kursu pilotażu w aeroklubie lub na obozach LPW (ci, którzy nie odbyli takiego kursu, kierowani byli na eliminacyjny kurs w Wojskowym Obozie Szybowcowym w Ustianowej), przejść pozytywnie uzupełniające badania lekarskie i psychologiczne oraz zdać egzaminy wstępne (testy z wiedzy ogólnej – pisemnie i ustnie z języka obcego oraz ze sprawności fizycznej).
Niezaprzeczalnym osiągnięciem okresu międzywojennego było ujednolicenie zasad szkoleniowych – zbudowanie spójnego modelu praktycznego szkolenia lotniczego. System kształcenia zapewniał gruntowne wykształcenie wojskowe, profesjonalne wyszkolenie, wychowanie obywatela i sprawnego sportowca. Opracowano również szereg nowoczesnych dokumentów prawodawczych (np. regulamin walki) oraz podręczników.

### Okres powojenny
Sytuacja Polski po II wojnie światowej zmieniła się diametralnie. W wyniku nowego podziału Europy Polska znalazła się w sferze wpływu Związku Radzieckiego, co przesądziło o dalszych jej losach. Olbrzymie zniszczenie spowodowane przez działania wojenne, brak wykształconej kadry, która została unicestwiona przez okupanta lub pozostała na Zachodzie, oraz polityka represji władz wobec inteligencji miały decydujący wpływ na kierunki i tempo rozwoju lotnictwa i wojskowego szkolnictwa lotniczego.
Szkolenie lotnicze przez cały okres powojenny realizowane było według rozwiązań radzieckich. Analizując jego rozwój, wyodrębnić można kilka głównych etapów: początki szkolnictwa lotniczego w ostatnim okresie wojny (wrzesień 1944–1945); organizacja i rozwój szkolnictwa lotniczego w czasie powojennej odbudowy (1945–1949); rozbudowa szkolnictwa lotniczego w warunkach rozwoju lotnictwa wojskowego (1950–1956); jakościowa przebudowa szkolnictwa lotniczego (1957–1967); reforma szkolnictwa lotniczego w ramach ogólnej reformy szkolnictwa wojskowego (1968–1995); dostosowanie szkolnictwa lotniczego do nowej sytuacji politycznej (1995–2004); reforma szkolnictwa w celu dostosowania do wymogów europejskich (od 2004). Każdy z powyższych etapów cechuje stały rozwój organizacyjny oraz doskonalenie i ogólny postęp procesu dydaktyczno-wychowawczego kadr lotnictwa polskiego.
Pierwszą uczelnią lotniczą sformowaną na wyzwolonych ziemiach polskich (w Zamościu) była Wojskowa Szkoła Lotnicza Wojska Polskiego (WSLWP), w której 2 stycznia 1945 nastąpiła pierwsza od 1939 inauguracja szkolenia lotniczego w Polsce. Realizowano je w dwóch pionach: personelu latającego (pilotów, nawigatorów, strzelców pokładowych oraz strzelców radiotelegrafistów); personelu technicznego (mechaników i pomocniczego personelu technicznego różnych specjalności).
Naczelny Dowódca Wojska Polskiego Rozkazem nr 89/Org. z 13 kwietnia 1945 rozwiązał WSLWP, a powołał: Wojskową Szkołę Pilotów (WSP) w Dęblinie; Wojskową Techniczną Szkołę Lotniczą w Zamościu. Reorganizacja szkoły zapoczątkowała nowy etap rozwoju polskiego szkolnictwa lotniczego po wojnie, którego profil i zakres działania ukształtowały się ostatecznie na przełomie lat 1945 i 1946. Organizacja dęblińskiej WSP odbywała się jednocześnie z normalną działalnością szkoleniową, w okresie intensywnego szkolenia praktycznego, a także prac związanych z odbudową i adaptacją obiektów. W maju 1945 zakończono reorganizację szkoły i zainaugurowano normalny proces szkolenia lotniczego. Dalszy rozwój dęblińskiej szkoły zdeterminowany został reorganizacją lotnictwa polskiego, związaną z zakończeniem wojny. Zgodnie z Rozkazem Dowódcy Lotnictwa Wojska Polskiego nr 61 z 17 maja 1946 WSP przemianowano na Oficerską Szkołę Lotniczą Wojska Polskiego, zmniejszono jej stan osobowy i zreorganizowano strukturę wewnętrzną. Podstawową jednostką szkoły stała się nowo utworzona kompania szkolno-przygotowawcza, kształcąca podchorążych pod względem ogólnowojskowym i teoretyczno-specjalistycznym.

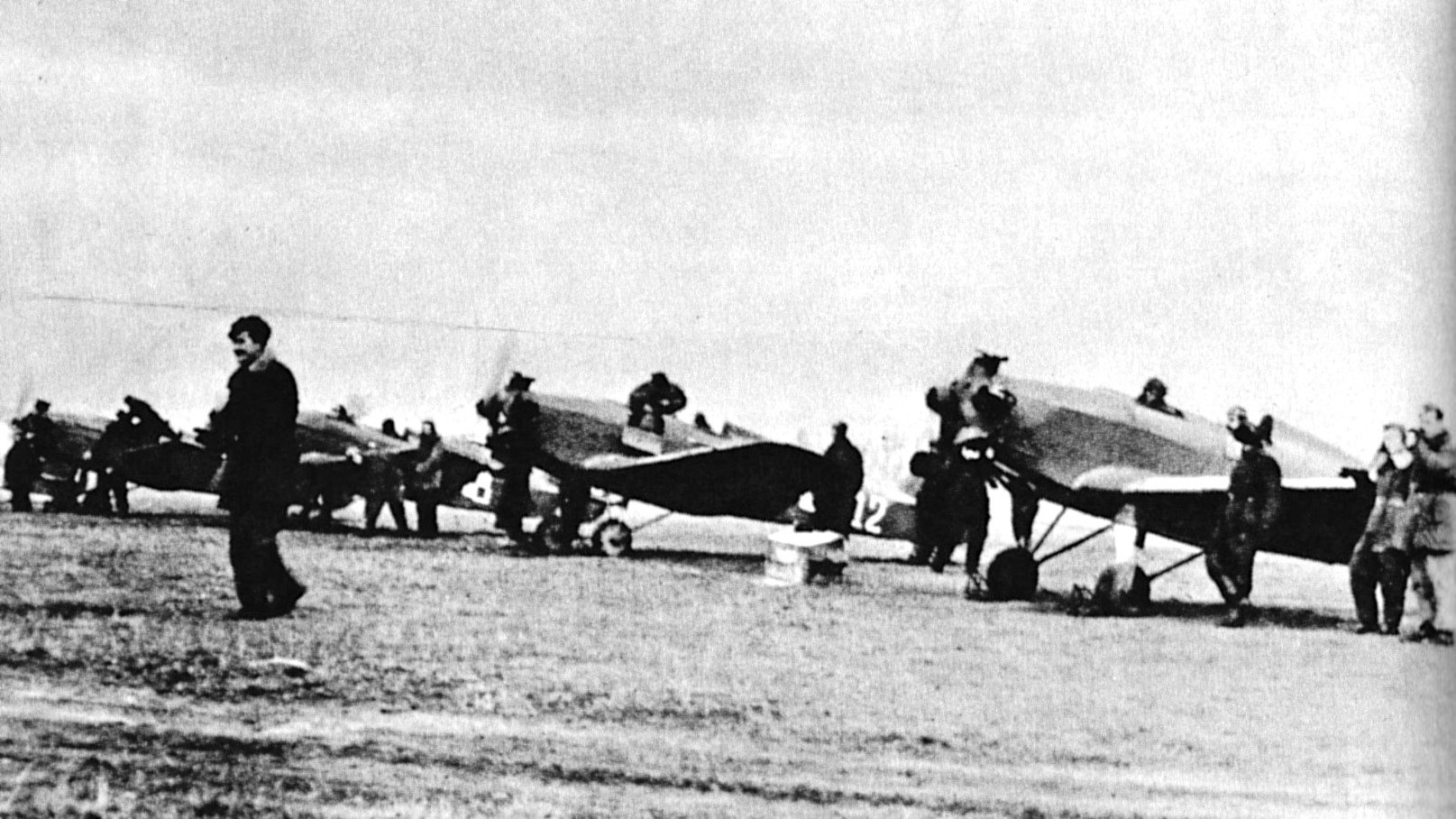
Samoloty UT-2 na lotnisku Szkoły w Dęblinie w 1947

W początkowym okresie istnienia szkoły, kiedy potrzeby kadrowe lotnictwa były najpilniejsze, skrócono programy kształcenia i szkolenia lotniczego, a tym samym procesowi dydaktycznemu nadano dużą intensywność. Kształcenie pilotów trwało wówczas od 6 do 10 miesięcy, nawigatorów – rok. Główny nacisk kładziono na szkolenie praktyczne w powietrzu, któremu podporządkowane było kształcenie teoretyczne. W tym czasie zakres i kierunki pracy szkoły były niezwykle różnorodne. Do podstawowych zadań należało szkolenie pilotów, nawigatorów, strzelców pokładowych i strzelców radiotelegrafistów. Po zaspokojeniu pierwszych potrzeb kadrowych w zakresie przygotowania młodszej kadry oficerskiej i podoficerskiej powstała konieczność przygotowania średniej i wyższej kadry dowódczej jednostek lotniczych, dlatego w styczniu 1947 rozpoczęto kształcenie dowódców pułków i oficerów sztabu. W kolejnych latach rozszerzano działalność dydaktyczną. Jesienią 1948 przystąpiono do szkolenia podchorążych rezerwy, a wiosną następnego roku zaczęto szkolić pilotów dla lotnictwa cywilnego.
Program kształcenia lotniczego w OSL oparto na doświadczeniach radzieckich szkół lotniczych, uwzględniając jednak specyfikę lotnictwa polskiego. W latach 1944–1946 główny nacisk kładziono na wyszkolenie specjalistyczno-lotnicze, natomiast okres nauki był bardzo krótki. Dopiero w latach 1947–1949 proces dydaktyczny we wszystkich jego działach realizowano w sposób pogłębiony i równomierny. Podzielony on został na dwa etapy: teoretyczny i praktyczny. Okres kształcenia teoretycznego był różny. Na pierwszym kursie w Zamościu trwał tylko 3 miesiące, na następnych średnio 5-6 miesięcy, a od wiosny 1947, kiedy czas szkolenia przedłużono do 2–3 lat, kształcenie teoretyczne pilotów trwało rok, a nawigatorów – 2 lata.
Podjęte wówczas decyzje polityczne miały ogromny wpływ na poziom rekrutowanych kandydatów. Zgodnie z Rozkazem Ministra Obrony Narodowej z 30 kwietnia 1949 60% zakwalifikowanych kandydatów powinno wywodzić się ze środowiska robotniczego, 30% z chłopskiego i tylko 10% z inteligencji pracującej. Warunkiem rozpoczęcia nauki w OSL było ukończenie 7 klas szkoły podstawowej, dlatego większość podchorążych nie miała wykształcenia średniego. Ten stan rzeczy negatywnie wpływał na końcowy poziom wykształcenia absolwentów szkoły.
Rozwój dęblińskiej szkoły lotniczej po 1950 można określić jako rozbudowę ilościową oraz intensyfikację procesu dydaktyczno-wychowawczego. Nastąpiło to w związku z zaostrzeniem sytuacji międzynarodowej. Szybka rozbudowa lotnictwa polskiego stwarzała ogromne zapotrzebowanie na oficerów pilotów, nawigatorów, oficerów sztabu i innych specjalności. Aby sprostać nowym zadaniom, konieczne było przeprowadzenie zmian:
- zmiany organizacyjne, zmierzające do wydatnej rozbudowy szkoły;
- modernizacja bazy dydaktyczno-szkoleniowej, a przede wszystkim sprzętu lotniczego;
- intensyfikacja procesu kształcenia i szkolenia podchorążych oraz znaczne zwiększenie możliwości naboru do szkoły;
- modernizacja i rozbudowa obiektów szkoły.

Celem zmian było zapewnienie realizacji podstawowego zadania OSL, to znaczy wyszkolenia w możliwie najkrótszym czasie stosunkowo licznej, dostatecznie przygotowanej kadry lotniczej. Znacznie zwiększono więc liczbę szkolonych, a także skrócono czas nauki podchorążych do dwu i jednego roku. Zredukowano również program kształcenia teoretycznego do niezbędnego minimum, a zgodnie z wytycznymi na rok szkolny 1950/1951 należało podchorążych uczyć tylko tego, co potrzebne jest na wojnie i tylko w taki sposób, jak się wymaga na wojnie. W rezultacie od 1951 gwałtownie wzrosła liczba szkolonych podchorążych, a rekrutacja kandydatów trwała niemal permanentnie przez cały rok. Cechą charakterystyczną tego okresu było zwiększenie tempa szkolenia praktycznego w powietrzu, przy ograniczeniu do niezbędnego minimum kształcenia teoretycznego. W 1951 w dęblińskiej szkole odbyło się aż siedem promocji. W celu realizacji tak olbrzymich zadań konieczne było zwiększenie liczby eskadr szkolenia lotniczego z 4 w 1949 do 9 w 1951 i powstanie niezależnej Oficerskiej Szkoły Lotniczej w Radomiu.

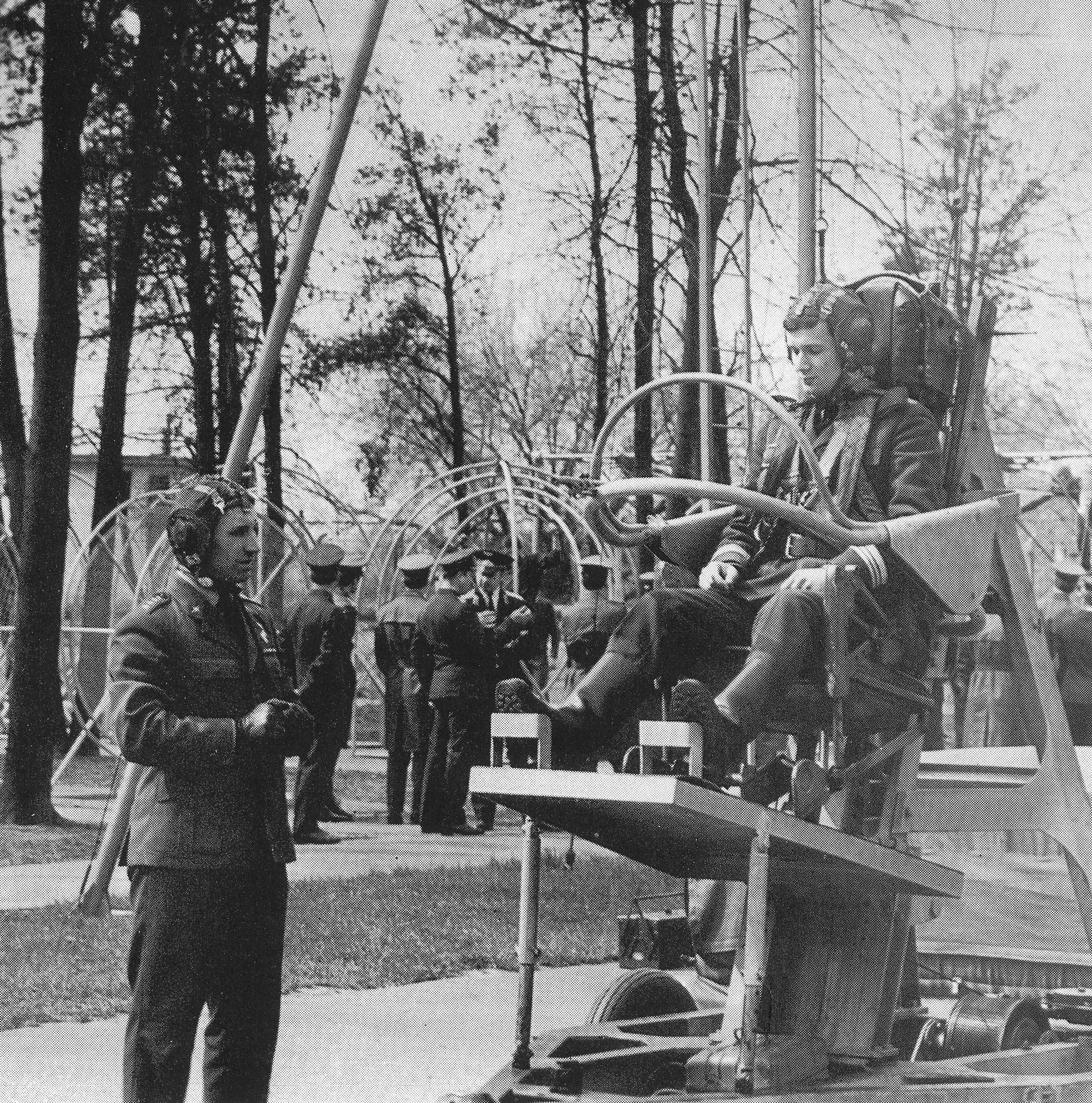
Trening pilotów, lata 70.

Dokonujące się w drugiej połowie lat pięćdziesiątych zmiany w sytuacji międzynarodowej, a także wprowadzenie do uzbrojenia samolotów odrzutowych oraz różnorodnych urządzeń elektronicznych i nowoczesnych systemów kierowania zdecydowały o zmianie procesu kształcenia kadr lotniczych.
Do zasadniczych reform w systemie kształcenia kadr lotniczych, które wydatnie wpłynęły na podniesienie wiedzy teoretycznej podchorążych, należy zaliczyć: ujednolicenie i unifikację szkolenia lotniczego w aeroklubach, LPW, szkole lotniczej oraz jednostkach lotniczych; podniesienie wymaganego od kandydatów do OSL wykształcenia do poziomu szkoły średniej i przedłużenie nauki w szkole początkowo do 2,5 lat, a od 1962 – do 3 lat; znaczne rozszerzenie programu kształcenia teoretycznego podchorążych; udoskonalenie metodyki nauczania i wychowania.
Szczególnie zaostrzono wymagania zdrowotne i kondycyjne, co wiązało się z trudami lotów na samolotach odrzutowych. W związku z tym w latach 60. zaledwie 20–30% kandydatów spełniało warunki, żeby rozpocząć naukę na kierunku pilotażu.
Od 1956 przyjmowani byli do szkoły wyłącznie kandydaci z maturą i po wstępnym przeszkoleniu na obozach LPW 1. i 2. stopnia.
W latach 1955–1960 w dęblińskiej OSL ukształtował się ostatecznie program szkolenia lotniczego pozwalający na zdobycie przez absolwenta 3. klasy pilota wojskowego. U podstaw zmian w szkoleniu lotniczym, zapoczątkowanych w 1958, legła koncepcja przybliżenia wiedzy i umiejętności lotniczych personelu latającego do wymogów ówczesnego szkolenia taktyczno-bojowego, poprzez zwiększenie nalotu w szkołach oficerskich na samolotach odrzutowych. Przygotowanie do szkolenia lotniczego realizowane było poza wojskiem na obozach szybowcowych (LPW-1) i samolotowych (LPW-2).
Reforma wojskowego szkolnictwa zawodowego przeprowadzona w 1967 zapoczątkowała nowy okres w dziejach dęblińskiej szkoły lotniczej, która 1 stycznia 1968 stała się jedyną w Polsce uczelnią wyższą kształcącą personel latający i przyjęła nazwę Wyższa Oficerska Szkoła Lotnicza im. Jana Krasickiego (WOSL). Dokonane wówczas zmiany organizacyjne dotyczyły głównie struktury kształcenia teoretycznego i jego programu, który wydatnie rozszerzono, a okres studiów przedłużony do 4 lat. Szkoła dęblińska stała się odtąd uczelnią techniczno-wojskową, nadającą absolwentom stopień podporucznika–pilota lub nawigatora 3 klasy i dyplom inżyniera-dowódcy. Nastąpiły zmiany w metodyce nauczania, która w większym stopniu oparta została na dydaktyce szkoły wyższej. Ogromnej pomocy w tej dziedzinie udzielili pracownicy dydaktyczno-naukowi Uniwersytetu Marii Curie-Skłodowskiej w Lublinie.
W tym czasie kształcenie podchorążych realizowano na przemian ze szkoleniem praktycznym w powietrzu. Pierwsze trzy semestry, wspólne dla wszystkich kierunków, generalnie poświęcone były na kształcenie ogólne politechniczne, ideowopolityczne i częściowo specjalistyczne. Semestry 4., 6. i 8. poświęcone były na praktyczne szkolenie w powietrzu (kandydaci na pilotów) lub praktyki na innych stanowiskach, w zależności od kierunku studiów. W semestrach 5. i 7. realizowano dalsze kształcenie, z przewagą przedmiotów zawodowych i specjalistycznych. Promocja absolwentów odbywała się na przełomie listopada i grudnia. W WOSL realizowano studia na następujących kierunkach: pilot (samolotu odrzutowego, transportowego i śmigłowca), nawigator latający, nawigator naziemny, oficer sztabu, oficer polityczny.
Od 1966 do 1996 w szkole jednocześnie prowadzono kształcenie i szkolenie lotnicze studentów z zagranicy, między innymi z: Syrii, Indii, Iraku, Libii, Algierii i Birmy. W tym miejscu należy wspomnieć komendanta szkoły gen. bryg. pil. dr. hab. Józefa Kowalskiego, który podczas 18 lat kierowania uczelnią (1963–1981) dokonał przełomu w kształceniu kadr lotniczych. Dzięki niemu nastąpiły szybki rozwój naukowy kadry dydaktycznej oraz rozbudowa infrastruktury szkoły. Staraniem gen. Kowalskiego, a także kadry, podchorążych i społeczeństwa Dęblina wybudowano i odsłonięto w 1969 pomnik poświęcony Bohaterskim Lotnikom Dęblińskiej „Szkoły Orląt”.

### Czasy współczesne
Zmiana sytuacji międzynarodowej i politycznej w kraju, rozpad Układu Warszawskiego, przeprowadzenie demokratycznych wyborów i związane z tym przeobrażenia ustrojowe w Polsce spowodowały w latach 90. konieczność zmian programowych. 1 października 1994 dokonano reorganizacji systemu kształcenia w dęblińskiej szkole, zmieniając jednocześnie jej nazwę na Wyższa Szkoła Oficerska Sił Powietrznych. Główny nacisk położono na opanowanie nowoczesnych rozwiązań konstrukcyjnych i technicznych oraz na naukę języka angielskiego. Zmieniono również harmonogram studiów. Zaplanowano na przemian semestry teoretyczne i praktyczne, czyli już po pierwszym semestrze teoretycznym następował semestr szkolenia praktycznego w powietrzu. Skrócono też czas trwania studiów o 6 miesięcy, a promocje absolwentów przeniesiono z listopada na czerwiec. Szkoła przejęła po rozwiązanym Centrum Doskonalenia Lotniczego prowadzenie kursów przeszkalających i doskonalących kadrę oficerską. Znaczenie tego zadania systematycznie wzrasta i obecnie – przy małej liczbie kształconych podchorążych – stanowi główne obciążenie dydaktyczne.
Od momentu powstania WSOSP nawiązała ścisłą współpracę z uczelniami cywilnymi, między innymi z: Politechniką Warszawską, Politechniką Rzeszowską, Uniwersytetem warmińsko-mazurskim, Politechniką Lubelską, Katolickim Uniwersytetem Lubelskim, Uniwersytetem Marii Curie-Skłodowskiej oraz uczelniami wojskowymi, między innymi z Akademią Obrony Narodowej, Akademią Marynarki Wojennej, Wojskową Akademią Techniczną, Ecole de l’air z Francji czy Akademią Lotniczą w Koszycach na Słowacji.
Wejście w życie w dniu 1 lipca 2004 ustawy pragmatycznej określającej nowe wymagania stawiane kadrze oficerskiej, wprowadzenie nowego prawa lotniczego, zakup samolotów F-16 oraz konieczność unifikacji polskiego systemu kształcenia z wymogami międzynarodowymi spowodowały konieczność wprowadzenia zmian w systemie kształcenia i szkolenia lotniczego we WSOSP. Okres studiów wydłużono do 5 lat, a dzięki współpracy z Wydziałem Mechanicznym Energetyki i Lotnictwa Politechniki Warszawskiej absolwenci uzyskiwać będą wykształcenie II stopnia i tytuł magistra.
Dwie kolejne Decyzje Ministra Obrony Narodowej: nr 105/MON z 22 kwietnia 2002 w sprawie reorganizacji szkolnictwa wojskowego oraz nr 362/MON z 3 grudnia 2004 w sprawie procesu kształcenia i doskonalenia zawodowego w poszczególnych korpusach i grupach osobowych, zobligowały Siły Powietrzne do prowadzenia we WSOSP i komponentach jej podległych kształcenia i przygotowania do objęcia pierwszego stanowiska służbowego kandydatów na oficerów spośród: absolwentów szkół średnich (głównie OLL) na kierunku pilotażu; absolwentów cywilnych szkół wyższych i akademii wojskowych w specjalnościach: lotniczych (oprócz pilotażu, tj. nawigator, obsługa urządzeń pokładowych, zabezpieczenie lotów, uzbrojenie lotnicze i NOSP); ubezpieczenia lotów; meteorologii; we współpracy z Centrum Szkolenia Sił Powietrznych (w zakresie szkolenia specjalistycznego): radiolokacji; rozpoznania i zakłóceń radiolokacyjnych; przeciwlotniczych.
Ustalenia zawarte w decyzjach MON determinują sposób organizacji kształcenia kadr oficerskich jako proces dwukierunkowy. Absolwenci szkół średnich będą kształceni wyłącznie na kierunku lotnictwo i kosmonautyka w specjalnościach pilot samolotu oraz pilot śmigłowca. W pozostałych specjalnościach zasadniczy trzon kadr oficerskich będą stanowić absolwenci szkół wyższych legitymujący się wykształceniem II stopnia (mgr) oraz II stopniem znajomości języka angielskiego według STANAG 6001, którzy po odpowiednim na danej specjalności przeszkoleniu, odbytym we WSOSP, zostaną promowani na pierwszy stopień oficerski i powołani do pełnienia zawodowej służby wojskowej. W programie studiów WSOSP uwzględniono standardy programowe, jakie obowiązują na kierunku lotnictwo i kosmonautyka. Do systemu oceniania pracy studenta wprowadzono system punktów kredytowych ECTS, co w przyszłości umożliwi wymianę studentów między uczelniami.
Ramowy plan studiów I stopnia kształcenia pilotów (7 semestrów) zakłada realizację 3006 godzin zajęć teoretycznych na Wydziale Lotnictwa WSOSP, a plan studiów II stopnia (4 semestry) przewiduje 939 godzin zajęć teoretycznych na Wydziale Mechanicznym Energetyki i Lotnictwa Politechniki Warszawskiej. Realizacja planu pozwoli pilotom uzyskać nalot: dla pilota samolotu – 230 godzin; dla pilota śmigłowca – 180 godzin.

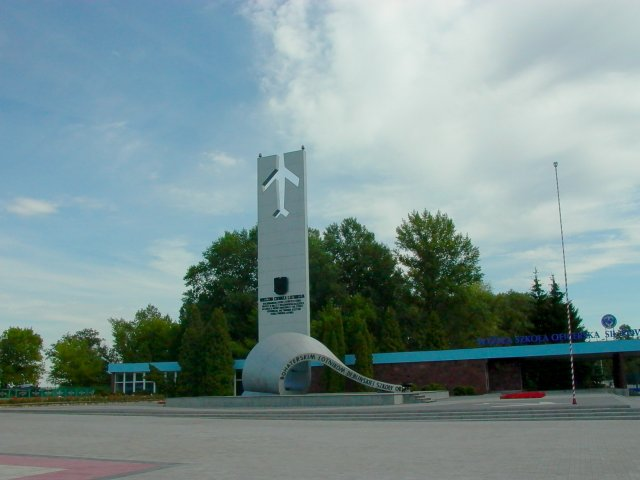
Pomnik Bohaterskim Lotnikom Dęblińskiej Szkoły Orląt

Nowym wyzwaniem, a jednocześnie szansą dalszego rozwoju szkoły jest inicjatywa byłego dowódcy Sił Powietrznych gen. br. pil. dr. hab. Ryszarda Olszewskiego powołania na bazie WSOSP Międzynarodowego Ośrodka Szkolenia Lotniczego. Pomysł ten został zaprezentowany na zorganizowanej w Dęblinie w dniach 25–27 stycznia 2005 roku międzynarodowej konferencji, w której uczestniczyli przedstawiciele 12 państw. Obecnie powołano zespół organizacyjny MOSL i trwa opracowywanie szczegółowych propozycji programowych, zgodnie z obowiązującym prawem w Polsce. Rozpoczęły się jednocześnie rozbudowa infrastruktury i bazy dydaktyczno-naukowej oraz dostosowanie jej do wymogów nowoczesnej techniki lotniczej, w tym samolotu F-16.
Podsumowując 80 lat istnienia „Szkoły Orląt”, należy podkreślić, że nieustannie realizowała i realizuje ona zadanie postawione w 1925 w momencie jej powstania, tj. fachowe przygotowanie oficerów lotnictwa oraz utrzymanie nauki lotniczej w szkole na poziomie współczesnym. O wywiązywaniu się z tego zadania świadczyć mogą postawa i osiągnięcia polskich pilotów zarówno podczas II wojny światowej, jak również w czasie pokoju na ćwiczeniach, defiladach i wielu pokazach lotniczych w kraju i za granicą. Przez cały okres istnienia szkoła rozwijała się i w pełni zabezpieczała potrzeby wojskowego lotnictwa polskiego. Obecnie WSOSP staje się nowoczesną uczelnią techniczną, która jest w stanie sprostać wyzwaniom XXI w. i najnowocześniejszej technice wprowadzanej do uzbrojenia Sił Zbrojnych RP.
1 kwietnia 2011 roku powstało Muzeum Sił Powietrznych w Dęblinie, które przejęło wiele statków powietrznych i innych eksponatów będących wcześniej częścią kolekcji WSOSP.
Z dniem 1 października 2018 uczelnia przyjęła nazwę Lotnicza Akademia Wojskowa.

Insygnia
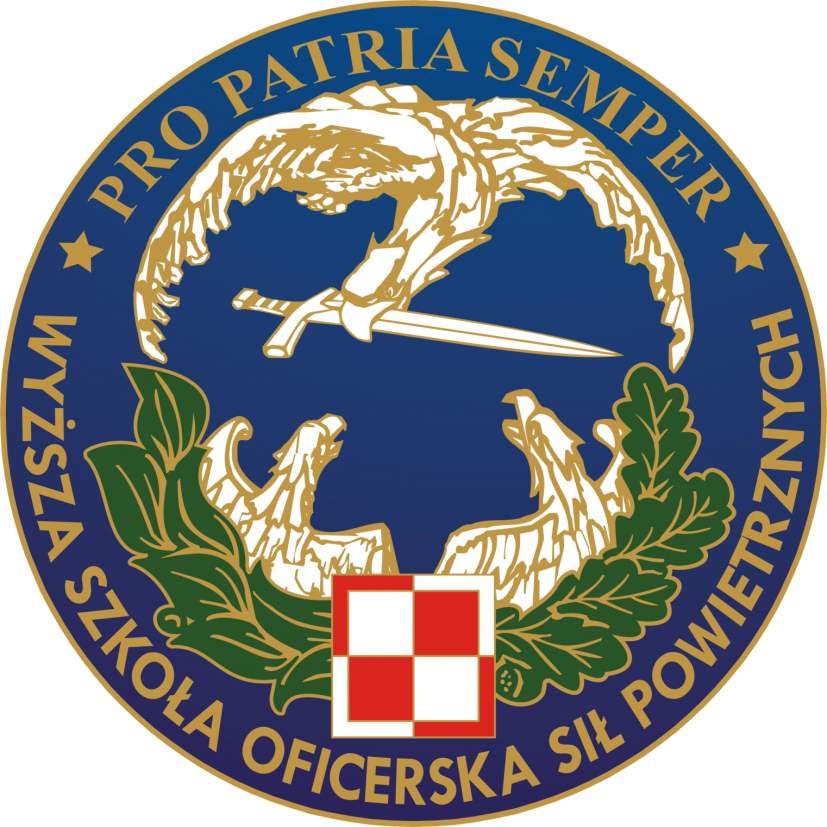
Godło WSOSP (do 2018)
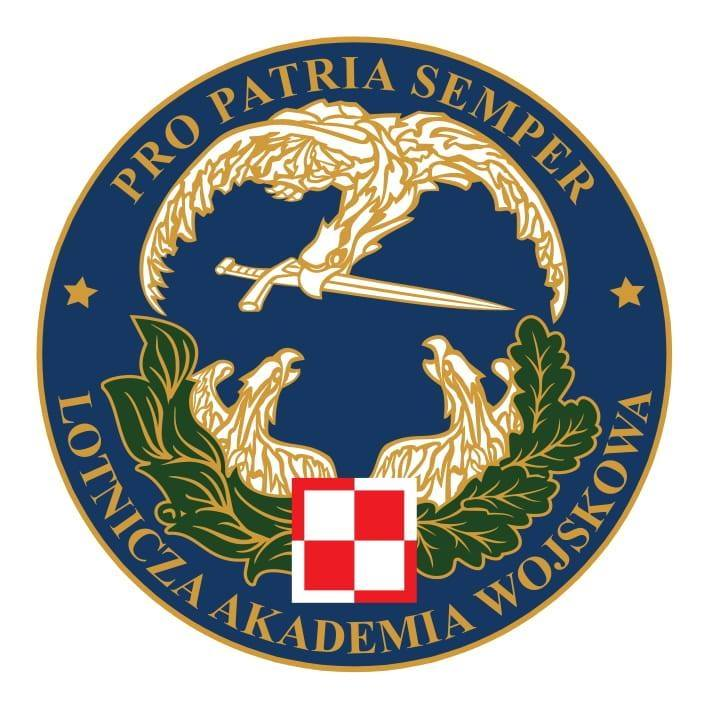
Godło LAW (od 2018)
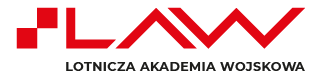
Logo LAW (od 2020)
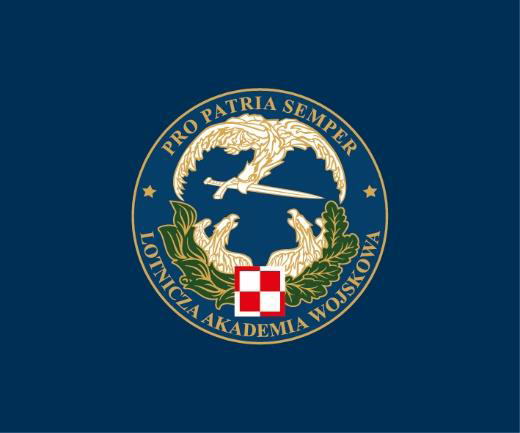
Flaga LAW
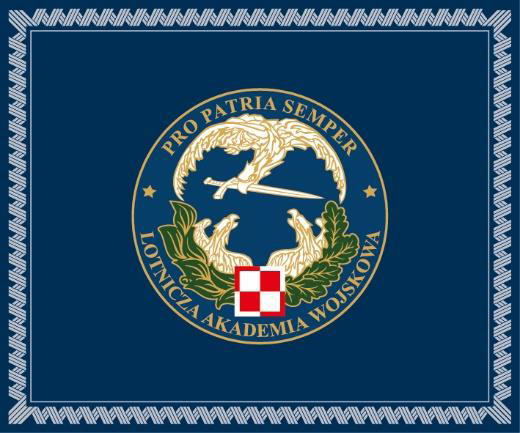
Flaga Rektora-Komendanta LAW
Odznaka absolwenta OSL (wzór 1952)
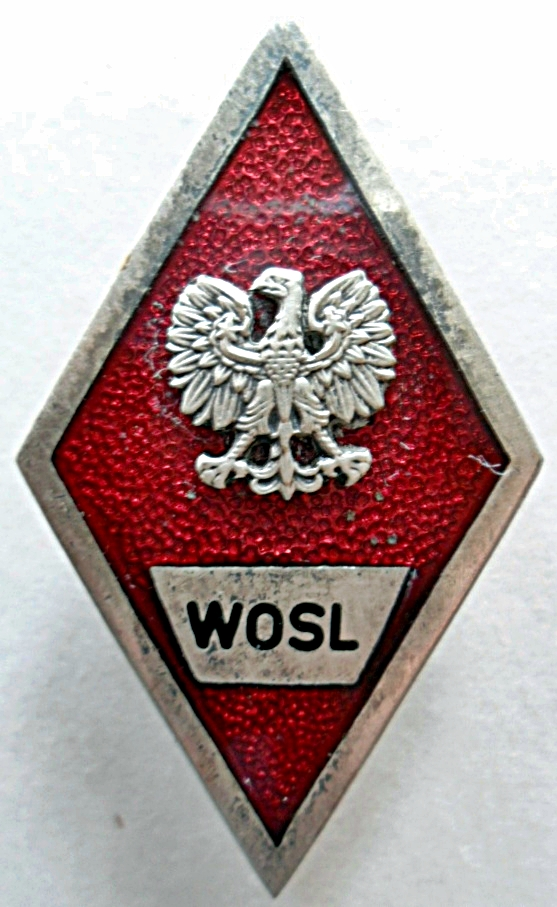
Odznaka absolwenta WOSL (wzór 1972) – zdjęcie
Odznaka absolwenta WOSL (wzór 1972) – rysunek
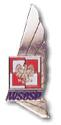
Srebrna odznaka absolwenta WSOSP (do 2018)
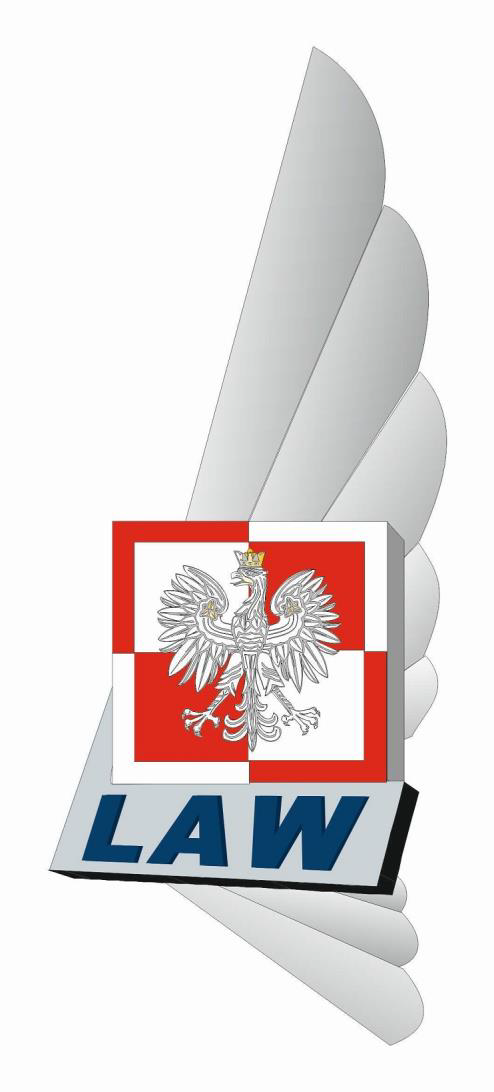
Odznaka absolwenta LAW (wzór 2018)
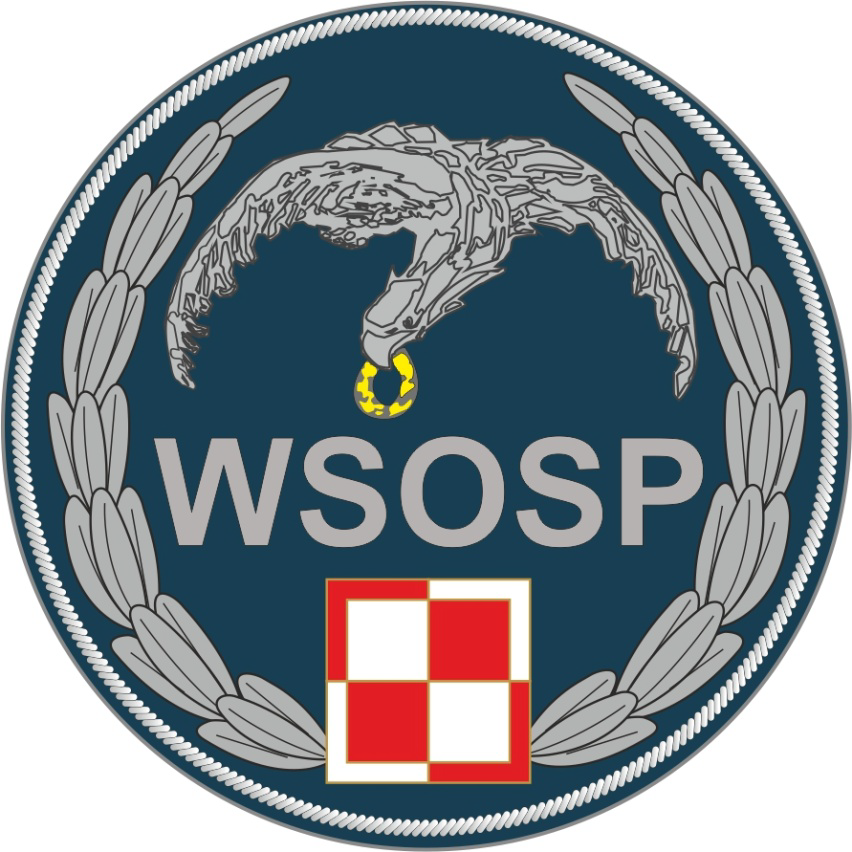
Oznaka rozpoznawcza WSOSP na mundur wyjściowy (2016-18)
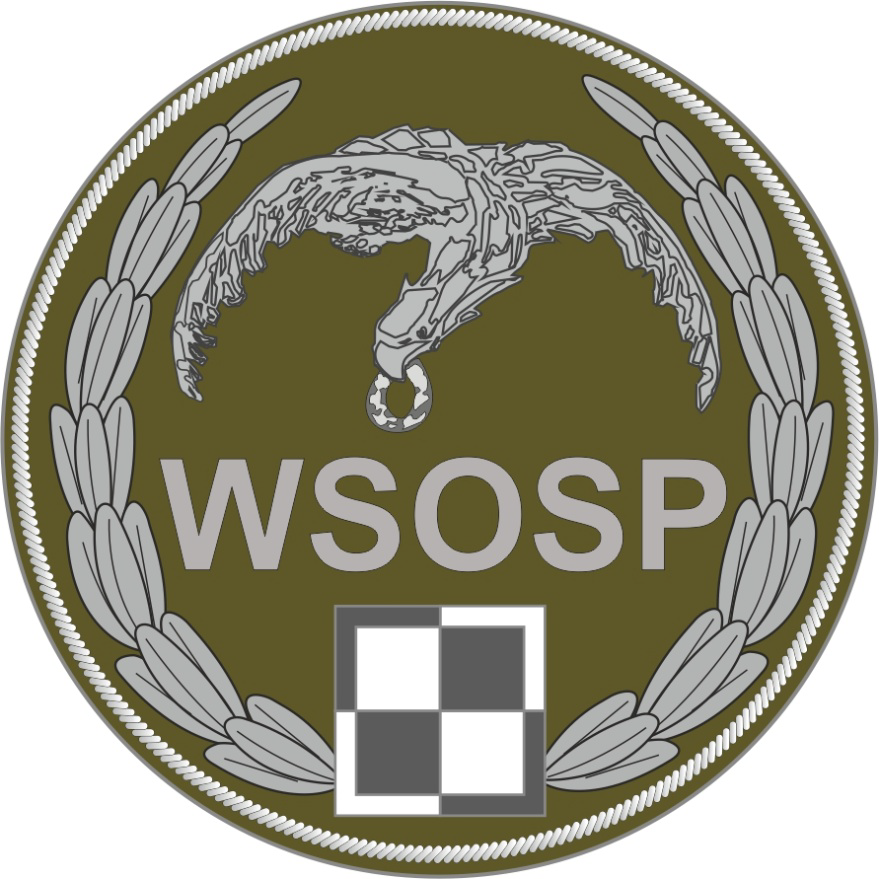
Oznaka rozpoznawcza WSOSP na mundur polowy (2016-18)
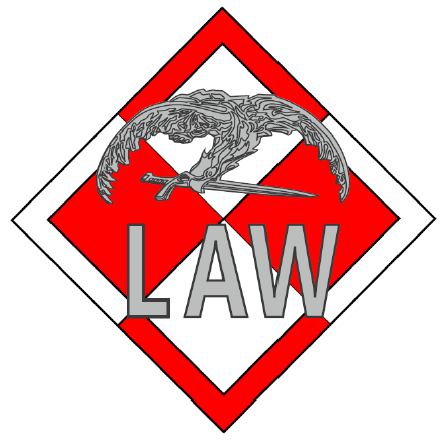
Oznaka rozpoznawcza LAW na mundur wyjściowy (wzór 2019)
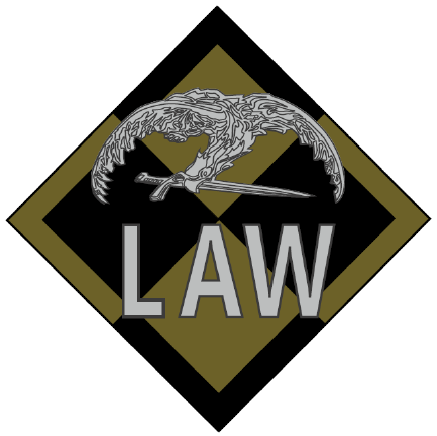
Oznaka rozpoznawcza LAW na mundur polowy (wzór 2019)
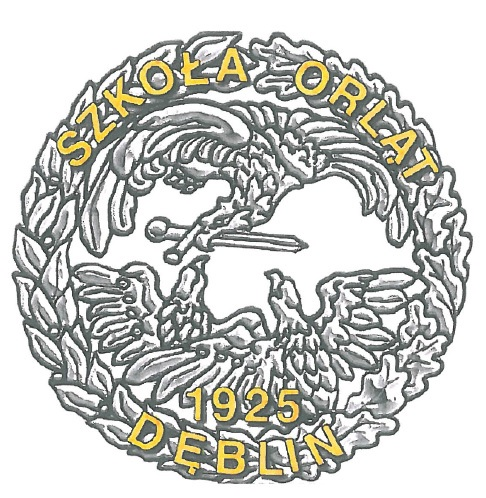
Odznaka pamiątkowa WSOSP i LAW
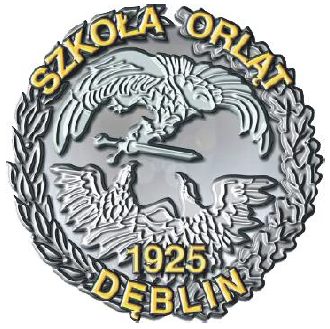
Odznaka pamiątkowa LAW (wzór 2021)

## Struktura
- Komenda
  - Pion Ogólny
  - Pion Kanclerza
  - Pion Ochrony Informacji Niejawnych
  - Zespół Zabezpieczenia
  - Biblioteka Główna
  - Wydział Lotnictwa
  - Wydział Bezpieczeństwa Lotniczego
  - Instytut Logistyki i Transportu
  - Instytut Nawigacji
  - Kurs kandydatów na żołnierzy zawodowych

## Kształcenie
Uczelnia daje możliwość podjęcia studiów na czterech kierunkach zarówno wojskowych, jak i cywilnych.
- Wydział Lotnictwa
  - Lotnictwo i Kosmonautyka
  - Nawigacja
- Wydział Bezpieczeństwa Lotniczego
  - Bezpieczeństwo narodowe
  - Logistyka

## Wyposażenie Akademickiego Centrum Szkolenia Lotniczego LAW
Akademickie Centrum Szkolenia Lotniczego (dawniej Akademicki Ośrodek Szkolenia Lotniczego) działa w strukturach Lotniczej Akademii Wojskowej w Dęblinie. ACSL posiada trzy organizacje certyfikowane zgodnie z przepisami EASA:
- ATO – Organizację Szkolenia Personelu Latającego
- AMO – Organizację Obsług Technicznych (nr certyfikatu PL.145.104)

Aktualnie organizacja AMO obsługuje flotę:
- 7 sztuk śmigłowców Guimbal
- 8 sztuk samolotów Diamond DA20C1
- 2 sztuki samolotów Zlin 143 LSi
- 1 samolot Zlin 242L

Kierownikiem organizacji AMO od 2017 roku jest Karol Krawczyk.
- CAMO – Organizację Zarządzania Ciągłą Zdatnością do Lotu (nr certyfikatu PL.MG.226)

Aktualnie organizacja CAMO zarządza flotą:
- 7 sztuk śmigłowców Guimbal
- 8 sztuk samolotów Diamond DA20C1
- 4 sztuki śmigłowca Robinson R44 II
- 2 sztuki samolotów Zlin 143 LSi
- 1 samolot Zlin 242L

Kierownikiem Organizacji CAMO od 2017 roku jest Bartłomiej Walczak.
| Samolot               | Zdjęcie      | Pochodzenie       | Liczba szt. | Wejście do służby | Uwagi                                                                                        |
| --------------------- | ------------ | ----------------- | ----------- | ----------------- | -------------------------------------------------------------------------------------------- |
| Guimbal Cabri G2      | Mi-17        | Francja           | 7 (6)       | 2013              | Wykorzystywane do szkolenia PPL(H) i CPL(H); 2 sztuki uległy wypadkowi                       |
| Robinson R44 Raven II |              | Stany Zjednoczone | 4           | 2018              | Wykorzystywane do szkolenia PPL(H) i CPL(H);                                                 |
| Diamond DA20 C1       | Diamond DA20 | Austria · Kanada  | 8           | 2013              | Wykorzystywane do szkolenia podstawowego podchorążych i studentów cywilnych                  |
| Diamond DA40NG        |              | Austria           | 6           | 2018              | Wykorzystywane do szkolenia do licencji zawodowej oraz uprawnienia IR(A)                     |
| Diamond DA42 VI       | Diamond DA42 | Austria · Kanada  | 3           | 2014              | Wykorzystywane do uzyskania uprawnienia MEP(L) oraz ME/IR(A)                                 |
| Zlín Z-143 LSi        | Zlin 43      | Czechosłowacja    | 2           | ?                 | Wykorzystywane do szkolenia do uzyskania uprawnienia IR(A)                                   |
| Zlín Z-242 L          | Zlin 242L    | Czechosłowacja    | 1           | ?                 | Wykorzystywane do szkolenia podstawowego akrobacji                                           |
| Zlín Z-526 F          | Zlin 126     | Czechosłowacja    | 1           | 2015              | Wykorzystywane do szkolenia średniej akrobacji                                               |
| Antonow An-2 TD       | An-2         | ZSRR · Polska     | 1           | 2013              | Obecnie niewykorzystywany, w planach wykorzystanie do szkolenia spadochronowego podchorążych |
|                       |              |                   |             |                   |                                                                                              |

## Komendanci
Ośrodek Szkolenia Lotniczego w Grudziądzu

- 1 listopada 1925 – 13 kwietnia 1927 – płk pil. Roman Florer

Ośrodek Szkolenia Lotniczego w Dęblinie

- 14 kwietnia 1927–1928 – płk pil. Roman Florer

Szkoła Podchorążych Lotnictwa w Dęblinie

- 1928–1929 – płk pil. Roman Florer
- 1929–XI 1933 – mjr pil. Stefan Kałęcki[10]
- XI 1933–XI 1936 – ppłk pil. Jerzy Garbiński[10]
- XI 1936–XI 1938 – płk pil. Wacław Iwaszkiewicz[10]
- 26 XI 1938 – 15 VI 1939 – mjr pil. Andrzej Kładko[10]
- 15 VI–8 IX 1939 – ppłk dypl. pil. Jerzy Bajan[10]

Centrum Wyszkolenia Oficerów Lotnictwa w Dęblinie

- 1929–1933 – płk dypl. obs. Stanisław Ujejski
- 1933–XI 1936 – płk pil. Franciszek Wieden[10]
- XI 1936–15 XI 1938 – ppłk obs. Stefan Sznuk[10]
- XI 1938–15 IV 1939 – płk obs. Stefan Sznuk[10]

Centrum Wyszkolenia Lotnictwa nr 1 w Dęblinie

- 1937–1939 – mjr pil. Alfons Beseliak
- 24 VI–8 IX 1939 – ppłk dypl. obs. Modest Rastawiecki[10]

Wojskowa Szkoła Lotnicza Wojska Polskiego w Zamościu

- 9 I 1945 – 27 XI 1946 – gen. bryg. pil. Józef Smaga[11]

Wojskowa Szkoła Pilotów w Dęblinie

- 1945–1946 – płk pil. Władysław Madejski

Oficerska Szkoła Lotnicza Wojska Polskiego w Dęblinie

- 27 XI 1946 – XI 1947 – płk pil. Władysław Madejski[11]
- XI 1947–IX 1951 – płk pil. Szczepan Ścibior[11]
- 17 I 1952 – VII 1954 – płk pil. Mikołaj Rysiew[11]
- VII 1954–XI 1957 – gen. bryg. pil. prof. dr Zdzisław Żarski[11]
- XI 1957–VIII 1959 – gen. bryg. pil. Franciszek Kamiński[11]
- VIII 1959–VI 1963 – ppłk pil. Eugeniusz Pniewski[11]
- V 1963–1 I 1968 – gen. bryg. pil. doc. dr hab. Józef Kowalski[11]

Wyższa Oficerska Szkoła Lotnicza w Dęblinie

- 2 I 1968 – 1981 – gen. bryg. pil. doc. dr hab. Józef Kowalski[11]
- 1981–1987 – gen. bryg. pil. Adam Bidziński
- 1987–1990 – gen. bryg. pil. Mirosław Hermaszewski
- 1990–1994 – gen. bryg. pil. Edward Hyra

Wyższa Szkoła Oficerska Sił Powietrznych w Dęblinie

- 1994–1995 – gen. bryg. pil. Edward Hyra
- 1995–2000 – gen. bryg. pil. dr hab. Ryszard Olszewski
- 2000–2002 – gen. bryg. pil. Zenon Smutniak
- 2002–2004 – gen. bryg. pil. Tadeusz Kuziora
- 2004–2007 – gen. bryg. pil. Ryszard Hać
- 2007–2007 – gen. bryg. pil. Andrzej Błasik
- 2007–2016 – gen. bryg. pil. dr Jan Rajchel
- 2016–2018 – gen. bryg. pil. dr inż. Piotr Krawczyk

Lotnicza Akademia Wojskowa
- 2018–2020 – gen. bryg. pil. dr inż. Piotr Krawczyk
- 2020–       gen. bryg. pil. dr inż. Krzysztof Cur

## Znani absolwenci
| - gen. bryg. pil. Jacek Bartoszcze - gen. dyw. pil. Zbigniew Bielewicz - gen. bryg. pil. Marian Bondzior - Roman Czerniawski - Jan Falkowski - Mirosław Ferić - Witold Łokuciewski - ppłk pil. Jan Zumbach - Bolesław Gładych - płk pil. Władysław Gnyś - ppor. pil. Franciszek Gruszka - Zdzisław Henneberg - gen. bryg. pil. Mirosław Hermaszewski - gen. bryg. pil. Władysław Hermaszewski - gen. bryg. pil. Edward Hyra - płk pil. Wojciech Krupa - Wacław Król - gen. bryg. pil. Sławomir Kałuziński |  | - gen. broni pil. Lech Majewski - gen. broni pil. Ryszard Olszewski - mjr pil. Bolesław Orliński - kpt. pil. Piotr Ostaszewski - Ludwik Paszkiewicz - płk pil. Tadeusz Pieciukiewicz - kpt. pil. Zygmunt Policiewicz „Świerk” - ppłk pil. Roman Rypson - gen. bryg. pil. Stanisław Skalski - płk pil. Stanisław Skarżyński - kadm. pil. Zbigniew Smolarek - płk pil. Ireneusz Smykla - gen. bryg. pil. Adam Świerkocz - gen. broni pil. Stanisław Targosz - gen. bryg. Witold Urbanowicz - Stefan Witorzeńć - kpt. pil. Franciszek Żwirko |